# 危地馬拉—印度尼西亞關係
瓜地馬拉—印尼关系（西班牙语：Relaciones Guatemala-Indonesia, 印尼语：Hubungan Indonesia dengan Guatemala）是指中美洲国家瓜地馬拉和东南亚国家印度尼西亞之間的雙邊關係。兩國均為不結盟運動、77國集團、東亞－拉丁美洲合作論壇成員國。

## 政治交流
瓜地馬拉、印尼两国于1992年4月29日建交。瓜地馬拉在建交後不久曾在印尼首都雅加達开设大使馆，但在1993年基於預算考量閉館，改由駐日本大使館兼轄對印尼事務。2019年12月10日，瓜地馬拉駐印尼大使館重新開館，尚兼任瓜地馬拉驻新加坡、马来西亚等国的非常任大使以及驻东盟的代表团。瓜地馬拉外交部長桑德拉·埃丽卡·霍韦尔·波朗科出席了駐印尼大使馆的开館式，这是瓜地馬拉外交部长自1992年印、瓜建交以来首次访问印尼。霍韦尔表示，瓜地馬拉重新开设在雅加达的大使馆「有助于恢复两国在外交方面、商贸方面等多方面的亲密关系。」但是印尼暂未在危地马拉设立大使馆，对危地马拉的相关事务由印尼駐墨西哥大使館則兼轄。
印尼政府目前單方面給予持瓜地馬拉護照的瓜地馬拉公民免簽證入境的待遇，但印尼公民前往瓜地馬拉仍然需提前辦理簽證。兩國政府已開始討論給予外交護照持有人免簽入境待遇的可能性。

## 经贸关系
2018年，瓜、印双边貿易額達到5029萬美元，瓜地馬拉是印尼在中美洲的第二大貿易夥伴。